# Incilius ibarrai
Incilius ibarrai är en groddjursart som först beskrevs av Stuart 1954.  Incilius ibarrai ingår i släktet Incilius och familjen paddor. IUCN kategoriserar arten globalt som starkt hotad. Inga underarter finns listade i Catalogue of Life.